# Markus Feldmann

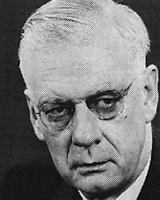
Markus Feldmann

Markus Feldmann (* 21. Mai 1897 in Thun; † 3. November 1958 in Bern; heimatberechtigt in Glarus und ab 1940 in Bern) war ein Schweizer Politiker der BGB (spätere SVP).

## Leben und Werk
Der Jurist und Journalist Markus Feldmann, Mitglied der Bauern-, Gewerbe- und Bürgerpartei, war ein für die damalige bürgerliche Politik ungewöhnlich profilierter Gegner des Nationalsozialismus. Siehe dazu die folgende Quelle, wo er ein rigoroseres Vorgehen gegen NS-Umtriebe fordert, was aber vom zuständigen Bundesrat Marcel Pilet-Golaz relativ anpasserisch zurückgewiesen wird.  
1935 wurde er erstmals in den Nationalrat gewählt, dem er bis 1945 und erneut 1947 bis 1951 angehörte.
Feldmann wurde 1945 in den Regierungsrat des Kantons Bern gewählt, wo er zunächst die Gemeinde- und Sanitätsdirektion und später die Erziehungs- und Kirchendirektion leitete. Vor dem Hintergrund des Kalten Krieges kam es 1950 im sogenannten Berner Kirchenstreit zu einer heftigen Auseinandersetzung zwischen Feldmann und einer Gruppe von Pfarrern um den Theologen Karl Barth, zu der als prominentes Mitglied Walter Lüthi gehörte.
Feldmann wurde am 13. Dezember 1951 in den Bundesrat gewählt und verstarb im Amt. Während seiner Amtszeit stand er dem Justiz- und Polizeidepartement vor und gehörte der damals neu gegründeten Liga gegen den Lärm an.
Er war 1955 Vizepräsident des Bundesrates und 1956 Bundespräsident. Während seines Präsidialjahres wurde der indonesische Staatspräsident Sukarno in Bern empfangen.
Feldmann liegt begraben auf dem Berner Schosshaldenfriedhof.